# Aussenkehr

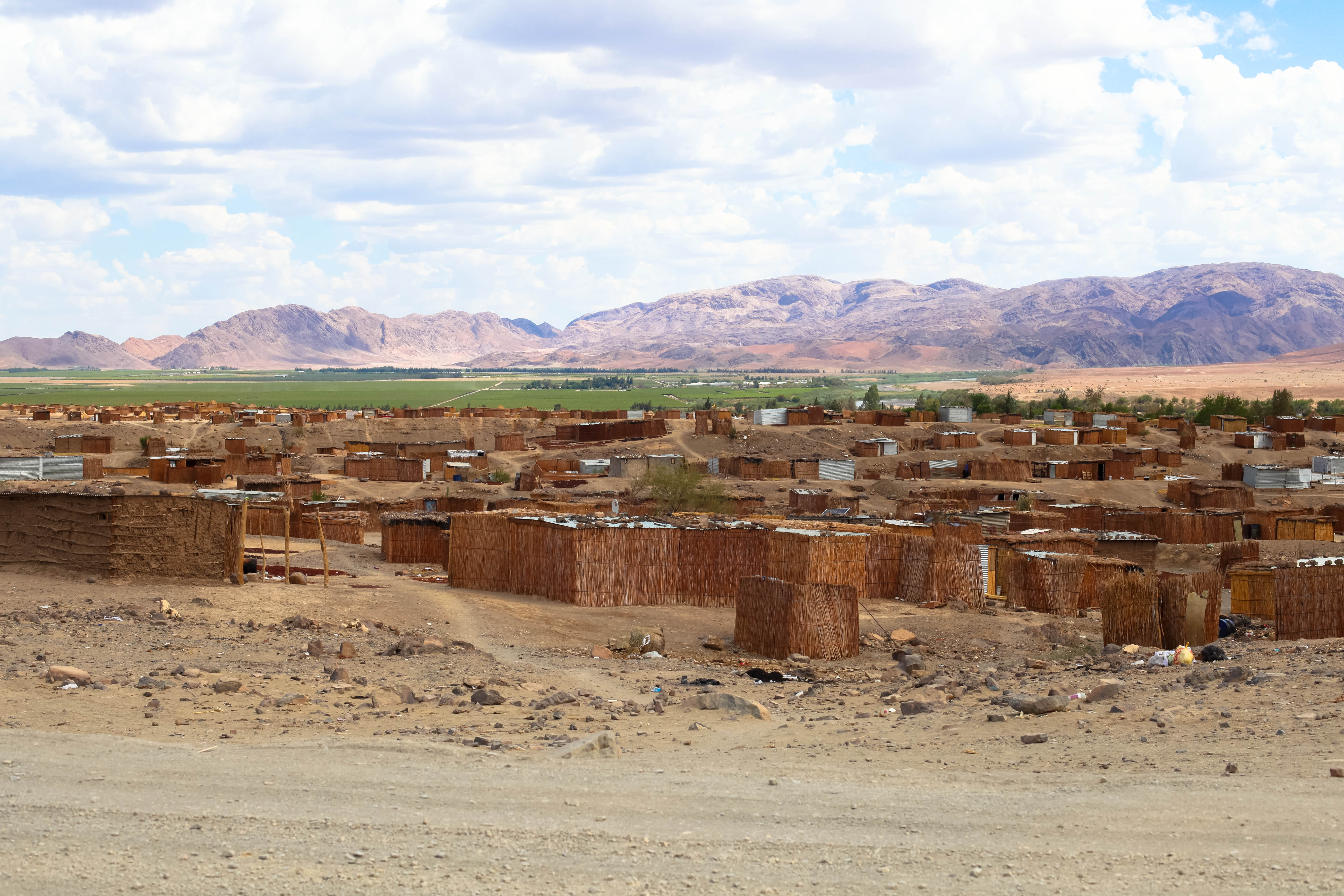
Ansiedlung Aussenkehr

Aussenkehr (auch sehr selten Aussenkjer) ist eine Ansiedlung im Süden Namibias am Nordufer des Oranje, der hier die Grenze zu Südafrika bildet. Der Ort liegt etwa 120 Kilometer südwestlich von Grünau im Wahlkreis Karasburg-West in der Region ǁKharasKlicklaut.
Aussenkehr liegt auf etwa 95 m im ariden Flussgebiet.

## Geschichte
Aussenkehr wurde als Farm einer deutschen Kapitalgesellschaft in Deutsch-Südwestafrika gegründet, die dort ab 1910 mit umfangreichen Bewässerungsfeldbauprojekten begann. Der Tafeltrauben-Anbau und die rasante Entwicklung der Siedlung begannen jedoch erst ab 1988, als ein serbischer Investor die Farm erwarb. Sowohl die Anbauflächen als auch die Arbeitersiedlungen entstanden zunächst auf privatem Farmland. Erst 2003 übereignete der Investor dem namibischen Staat 644 Hektar Bauland für die formale Gründung einer Ortschaft.

## Bevölkerung
Die permanente Bevölkerung in der Ortschaft beträgt rund 6000 Bewohner. Zur Traubenlese erhöht sich die Anzahl zeitweilig auf circa 30.000 (Stand 2020), nach anderen Angaben sogar 40.000 Personen.

## Wirtschaft

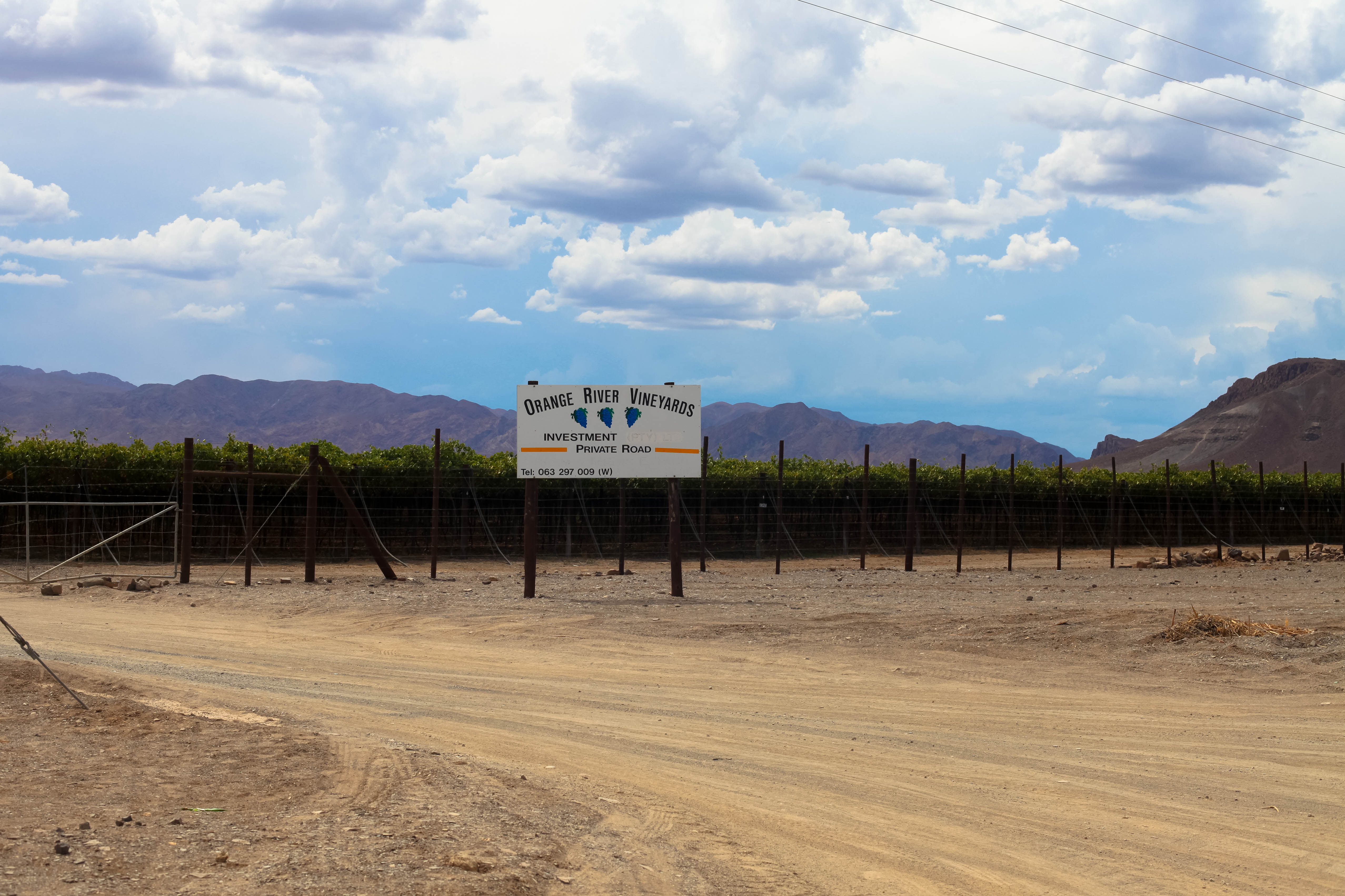
Tafeltraubenanbau in Aussenkehr

Durch ein groß angelegtes Bewässerungsprojekt wurde Aussenkehr zu einer der am schnellsten wachsenden Siedlungen Namibias. Hier werden auf mittlerweile über 3000 Hektar (Stand 2017/18) Bewässerungsland Tafeltrauben angebaut, vorrangig für den Export nach Europa, darunter v. a. Deutschland. Aussenkehr gilt als größtes Tafeltraubenanbaugebiet der südlichen Hemisphäre.

### Infrastruktur
Aussenkehr liegt am südlichen Endpunkt der Hauptstraße C37, welche hier auf die Straße Noordoewer–Aus mündet. Nachdem die Siedlung zunächst über keinerlei öffentliche Einrichtungen verfügte, wurden mittlerweile eine Klinik sowie eine Grundschule eingerichtet. Daneben gibt es Einzelhandel und Dienstleistungseinrichtungen und ein Einkaufszentrum für die Nahversorgung.

### Tourismus

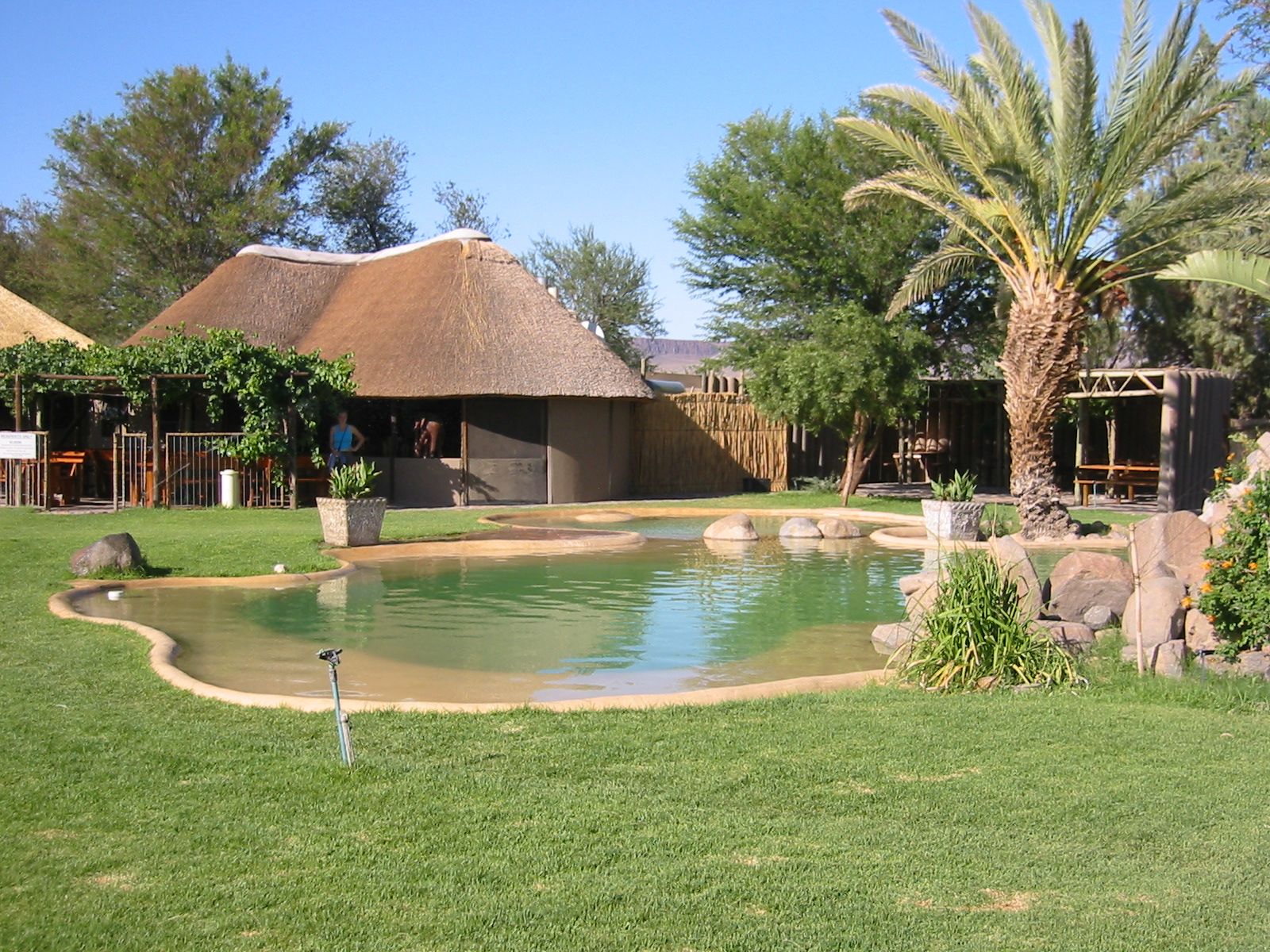
Touristen-Resort in Aussenkehr

Neben dem Tafeltrauben-Anbau gibt es Ansätze einer touristischen Entwicklung des Ortes. Die direkte Umgebung von Aussenkehr bietet insbesondere touristisch interessante Landschaftsformationen sowie Aktivitäten auf dem Oranje. Für Übernachtungen stehen mehrere Unterkünfte in der Umgebung zur Verfügung. 50 Kilometer nördlich von Aussenkehr liegt der Fischfluss-Canyon.